# Lagarto-ágil
O Lagarto ágil (Lacerta agilis) é um réptil. Habita a maioria da Europa (excepto a Península Ibérica, o oeste e sudoeste da França, a maioria da Bretanha e Itália, onde ele ocorre somente em colónias isoladas) e até a Mongólia. Tem o baixo-ventre claro e uma listra dorsal escura; durante a época de acasalamento, os machos assumem uma coloração verde-clara. O lagarto ágil chega a medir até 25cm de comprimento.